# ヨーロッパバドミントン選手権大会
ヨーロッパバドミントン選手権大会（European Badminton Championships）は、バドミントン・ヨーロッパ(BE)が主催するバドミントンの国際大会。

## 歴史
1968年に西ドイツのボーフムで初開催された。1968年から2016年までは2年ごとに開催されていたが、2017年からはヨーロッパ競技大会が開催される年を除いて毎年開催されている。2008年には世界バドミントン連盟のBWFグランプリゴールド大会に昇格した。
20世紀までは北欧諸国とイングランド勢が支配していたが、21世紀に入るとオランダ、ドイツ、ロシアなどの選手たちも少しずつ台頭。また、2020年代からはフランス勢が一気に勢力を拡大。

## 開催地
| 年   | 回 | 都市                       | 国             | 種目 |
| ---- | -- | -------------------------- | -------------- | ---- |
| 1968 | 1  | ボーフム                   | 西ドイツ       | 5    |
| 1970 | 2  | ニース・ポート・タルボット | ウェールズ     | 5    |
| 1972 | 3  | カールスクルーナ           | スウェーデン   | 6    |
| 1974 | 4  | ウィーン                   | オーストリア   | 6    |
| 1976 | 5  | ダブリン                   | アイルランド   | 6    |
| 1978 | 6  | プレストン                 | イングランド   | 6    |
| 1980 | 7  | フローニンヘン             | オランダ       | 6    |
| 1982 | 8  | ベーブリンゲン             | 西ドイツ       | 6    |
| 1984 | 9  | プレストン                 | イングランド   | 6    |
| 1986 | 10 | ウプサラ                   | スウェーデン   | 6    |
| 1988 | 11 | クリスチャンサン           | ノルウェー     | 6    |
| 1990 | 12 | モスクワ                   | ソビエト連邦   | 6    |
| 1992 | 13 | グラスゴー                 | スコットランド | 6    |
| 1994 | 14 | スヘルトーヘンボス         | オランダ       | 6    |

| 年   | 回 | 都市                       | 国             | 種目 |
| ---- | -- | -------------------------- | -------------- | ---- |
| 1996 | 15 | ヘアニング                 | デンマーク     | 6    |
| 1998 | 16 | ソフィア                   | ブルガリア     | 6    |
| 2000 | 17 | グラスゴー                 | スコットランド | 6    |
| 2002 | 18 | マルメ                     | スウェーデン   | 6    |
| 2004 | 19 | ジュネーヴ                 | スイス         | 6    |
| 2006 | 20 | スヘルトーヘンボス         | オランダ       | 6    |
| 2008 | 21 | ヘアニング                 | デンマーク     | 5    |
| 2010 | 22 | マンチェスター             | イングランド   | 5    |
| 2012 | 23 | カールスクルーナ           | スウェーデン   | 5    |
| 2014 | 24 | カザン                     | ロシア         | 5    |
| 2016 | 25 | ラ・ロッシュ＝シュル＝ヨン | フランス       | 5    |
| 2017 | 26 | コリング                   | デンマーク     | 5    |
| 2018 | 27 | ウエルバ                   | スペイン       | 5    |
| 2020 | 28 |                            |                |      |

## 優勝選手
| 年   | 男子シングルス                     | 女子シングルス                   | 男子ダブルス                                                | 女子ダブルス                                    | 混合ダブルス                                                |
| ---- | ---------------------------------- | -------------------------------- | ----------------------------------------------------------- | ----------------------------------------------- | ----------------------------------------------------------- |
| 2025 | アレックス・ラニアー               | リン・ホイマーク・ケアスフェルト | クリスト・ポポフ トマ・ジュニア・ポポフ                     | ガブリエラ・ストエヴァ ステファニ・ストエヴァ   | イェスパー・トフト アマリー・マゲルンド                     |
| 2024 | アンダース・アントンセン           | カロリーナ・マリン               | キム・アストルプ アンダース・スカールプ・ラスムセン         | マーゴット・ランバート アン・トラン             | トム・ジケル デルフィン・デルリュ                           |
| 2022 | ビクター・アクセルセン             | カロリーナ・マリン               | マルク・ラムスフス マービン・ザイデル                       | ガブリエラ・ストエヴァ ステファニ・ストエヴァ   | マルク・ラムスフス イザベル・ロハウ                         |
| 2021 | アンダース・アントンセン           | カロリーナ・マリン               | ウラジーミル・イワノフ イワン・ソゾノフ                     | ガブリエラ・ストエヴァ ステファニ・ストエヴァ   |                                                             |
| 2018 | ビクター・アクセルセン             | カロリーナ・マリン               | キム・アストルプ アンダース・スカールプ・ラスムセン         | ガブリエラ・ストエヴァ ステファニ・ストエヴァ   |                                                             |
| 2017 | ラジブ・オーセフ                   | カロリーナ・マリン               | マシアス・ボー カーステン・モーゲンセン                     | クリスティナ・ペデルセン カミラ・リター・ユール |                                                             |
| 2016 | ビクター・アクセルセン             | カロリーナ・マリン               | マッズ・コンラッド・ピーターセン マッズ・ピーラー・コリング | クリスティナ・ペデルセン カミラ・リター・ユール | ヨアシム・フィッシャー・ニールセン クリスティナ・ペデルセン |
| 2014 | ヤン・ウ・ヨルゲンセン             | カロリーナ・マリン               | ウラジーミル・イワノフ イワン・ソゾノフ                     | クリスティナ・ペデルセン カミラ・リター・ユール | ヨアシム・フィッシャー・ニールセン クリスティナ・ペデルセン |
| 2012 | マルク・ツバイブラー               | ティナ・バウン                   | マシアス・ボー カーステン・モーゲンセン                     | クリスティナ・ペデルセン カミラ・リター・ユール | ロベルト・マテウシャク ナディエズダ・ジェンバ               |
| 2010 | ピーター・ゲード                   | ティナ・バウン                   | ラース・パースケ ヨナス・ラスムセン                         |                                                 | トーマス・レイボーン カミラ・リター・ユール                 |
| 2008 | ケネス・ヨナセン                   |                                  | ラース・パースケ ヨナス・ラスムセン                         |                                                 |                                                             |
| 2006 | ピーター・ゲード                   |                                  | イェンス・エリクセン マーティン・ルンドガード・ハンセン     |                                                 | トーマス・レイボーン カミラ・リター・ユール                 |
| 2004 | ピーター・ゲード                   |                                  | イェンス・エリクセン マーティン・ルンドガード・ハンセン     |                                                 |                                                             |
| 2002 | ピーター・ラスムセン               |                                  | イェンス・エリクセン マーティン・ルンドガード・ハンセン     |                                                 | イェンス・エリクセン メッテ・ショルダガー                   |
| 2000 | ピーター・ゲード                   | カミラ・マーチン                 | イェンス・エリクセン イェスパー・ラーセン                   |                                                 | ミケル・ソガード ライキ・オルセン                           |
| 1998 | ピーター・ゲード                   | カミラ・マーチン                 | サイモン・アーチャー クリス・ハント                         |                                                 | ミケル・ソガード ライキ・オルセン                           |
| 1996 | ポール＝エリク・ホイヤー・ラーセン | カミラ・マーチン                 | ヨン・ホルスト＝クリステンセン トーマス・ルンド             |                                                 | ミケル・ソガード ライキ・オルセン                           |
| 1994 | ポール＝エリク・ホイヤー・ラーセン |                                  | サイモン・アーチャー クリス・ハント                         |                                                 | ミケル・ソガード キャトリーヌ・ベングソン                   |
| 1992 | ポール＝エリク・ホイヤー・ラーセン |                                  | ヨン・ホルスト＝クリステンセン トーマス・ルンド             |                                                 | トーマス・ルンド ペアニール・デュポン                       |
| 1990 |                                    |                                  |                                                             |                                                 | ヨン・ホルスト＝クリステンセン グレテ・モーゲンセン         |
| 1988 |                                    |                                  |                                                             |                                                 |                                                             |
| 1986 | モーテン・フロスト                 |                                  |                                                             |                                                 |                                                             |
| 1984 | モーテン・フロスト                 |                                  |                                                             |                                                 |                                                             |
| 1982 |                                    |                                  | ステファン・カールソン トーマス・シールストロム             |                                                 |                                                             |
| 1980 |                                    |                                  |                                                             |                                                 |                                                             |